# コロンビア郡 (アーカンソー州)
コロンビア郡（Columbia County）は、アメリカ合衆国アーカンソー州の郡である。人口は2万2801人（2020年）。郡庁所在地はマグノリアである。コロンビア郡は1852年12月17日に設立されアメリカの象徴である女神コロンビアの名を取って命名された。

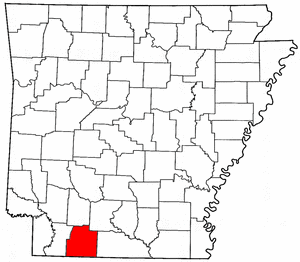
アーカンソー州内の位置

## 地理
アメリカ合衆国統計局によると、この郡は総面積1,986 km2 (767 mi2) である。このうち1,984 km2 (766 mi2) が陸地で2 km2 (1 mi2) が水地域である。総面積の0.10%が水地域となっている。コロンビア郡はアーカンソー州南部に位置している。ユニオン郡と共に、コロンビア郡はアメリカ合衆国内で最大な臭素保有地となっている。

### 隣接する郡
- ネバダ郡  (北)
- ワシタ郡  (北東)
- ユニオン郡  (東)
- クレイボーン郡 (ルイジアナ州)  (南東)
- ウェブスター郡 (ルイジアナ州)  (南)
- ラファイエット郡  (西)

## 人口動勢
2000年現在の国勢調査で、この郡は人口25,603人、9,981世帯、及び6,747家族が暮らしている。人口密度は13/km2 (33/mi2) である。6/km2 (15/mi2) の平均的な密度に11,566軒の住居が建っている。この郡の人種的構成は白人62.08%、アフリカン・アメリカン36.06%、先住民0.26%、アジア0.34%、太平洋諸島系0.03%、その他の人種0.46%、及び混血0.77%である。人口の1.05%がヒスパニックまたはラテン系である。
この郡内の住民は25.10%が18歳未満の未成年、18歳以上24歳以下が12.30%、25歳以上44歳以下が25.30%、45歳以上64歳以下が21.40%、及び65歳以上が15.90%にわたっている。中央値年齢は36歳である。女性100人ごとに対して男性は90.90人である。18歳以上の女性100人ごとに対して男性は86.70人である。
この郡の世帯ごとの平均的な収入は27,640米ドルであり、家族ごとの平均的な収入は36,271米ドルである。男性は31,313米ドルに対して女性は20,099米ドルの平均的な収入がある。この郡の一人当たりの収入 (per capita income) は15,322米ドルである。人口の21.10%及び家族の15.80%は貧困線以下である。全人口のうち18歳未満の28.70%及び65歳以上の20.00%は貧困線以下の生活を送っている。

## 都市及び町
| - Emerson - マグノリア | - McNeil - Taylor | - Waldo |